# Asijská finanční krize
Asijská finanční krize byla finanční krize, která zasáhla většinu zemí Východní a Jihovýchodní Asie. Epicentrum měla v Thajsku a kromě něj byly zasaženy Jižní Korea, Indonésie, Hongkong, Malajsie, Laos a nebo třeba Filipíny. Do oblastí, nichž se krize dotkla pouze okrajově čítají země jako Čína, Tchaj-wan, Singapur, Brunej a Vietnam. I ty však utrpěly ztrátu důvěry na světových trzích. Byl tak vyvolán strach a obava z celosvětového dopadu oné krize.
V letech 1990–1996 vykazovaly státy jako například Thajsko, Jižní Korea, ale i komunistická Čína výrazný růst HDP, který se ročně pohyboval kolem 5–9 %. Mnoho evropských a japonských firem přesunulo výrobu právě do těchto zemí (z důvodů levné pracovní síly a ve snaze snížit mzdové náklady). Těmto zemím se začalo říkat „Asijští tygři“. Tato skupina představovala ekonomicky nejdynamičtější a nejúspěšnější region na světovém trhu, kdy tempa hospodářského růstu vysoce převyšovala průměr ostatních vysoce vyspělých zemí. Důležitým faktorem byl fakt, že měny těchto států byly navázány na americký dolar. Příliv zahraničního kapitálu vedl k investičnímu boomu, což mělo za následek odpoutání finanční odpovědnosti a uvolnění řetězů bariér jednotlivých projektů. Tyto investice byly podporovány ekonomickými institucemi jako například MMF a Světová banka. Vysoký podíl zahraničního kapitálu měl dvě závažná úskalí, jež navzájem byla příčinou i následkem sebe sama. První problém byl, že rostla výše zadlužení a podíl krátkodobého zahraničního dluhu na celku. To znamenalo, že asijské ekonomiky se staly zranitelné jednak v důsledku nízké devizové likvidity, a jednak v důsledku velkého kursového rizika. A druhým kritickým bodem byla rychlá expanze domácích úvěrů umocněná přílivem kapitálu, což vedlo ke zvýšené rizikovosti úvěrových portfolií domácích bank, a jejich zvýšené zranitelnosti vůči zhoršení finanční situace svých dlužníků.
Finanční krize ovlivnila měny, kapitálové trhy a ceny jiných aktiv v asijských zemích.

## Thajsko
Thajská ekonomika rostla od roku 1986 do roku 1996 v průměru o 9 %, jedná se tak o nejdelší ekonomický růst v historii. Růst pak začal zpomalovat v roce 1996, to bylo zapříčiněno snižováním exportu, čímž se prohloubil deficit platební bilance, a došlo k oslabení důvěry zahraničních investorů a zájmu o finanční investice. Došlo k tlaku na thajský baht a v květnu 1997 k vážnému útoku spekulantů. Thajská centrální banka na obranu užívala intervencí na devizových trzích a výrazného zvýšení úrokových sazeb. Po tom, co Thajsko 2. července opustilo fixní kurz své měny, baht se odpoutal od amerického dolaru. Toto datum je také bráno za začátek asijské finanční krize. Během července se baht propadl o 20%. Byla tím narušena kurzová stabilita, tedy klíčový faktor, který stimuloval příliv zahraničního kapitálu. Začala padat hodnota cenných papírů, devastující účinky se nevyhnuly ani finanční situaci mnoha podniků a bank. Do prosince roku 1997 zbankrotovalo 56 z 58 finančních společností a zaměstnání ztratilo přes 6000 lidí. Poprvé po několika desetiletích zaznamenala thajská ekonomika absolutní pokles produkce. Již v srpnu 1997 podepsala thajská vláda smlouvy s MMF a začala přijímat doporučená opatření. Cílem těchto opatření byla stabilizace situace, obnova důvěry zahraničních investorů a povzbuzení ekonomického růstu. K dosažení těchto opatření byla prováděna restriktivní fiskální politiky, která vedla ještě k zhoršení situace a k dalšímu poklesu ekonomického růstu. Program pomoci MMF se nesetkal s velkým úspěchem, a i sám MMF si uvědomoval, že použití restriktivní fiskální politiky nebylo šťastným rozhodnutím, a že nevedlo k dosažení základních cílů.

## Jižní Korea
Jižní Korea v 90. letech vykazovala ekonomický růst, korejská měna won byla stabilní a i saldo veřejných financí bylo v mírném přebytku. Proto nic nenasvědčovalo tomu, že by i zde měla propuknout krize. Ale ani tady nebylo nebe bez mráčku. Jedním z nich byla vysoká míra zadluženosti v podnikovém sektoru. Dalším problémem byl v bankovní sektor. V roce 1998 došlo k zpomalení jihokorejské ekonomiky, nezaměstnanost se zvýšila (z 3 % na téměř 7 %). Ekonomika se dostala do recese. Již v lednu 1997 zkrachoval ocelářský gigant Hanbo Steel, následovaly ho další podniky např. Sammi Steel (největší jihokorejský producent speciálních ocelí). I automobilová firma Kia měla problémy, požádala o pomoc a byla převzata společností Hyundai. Koncem listopadu problémy vyústily v žádost Jižní Koreje o pomoc k MMF, což do té chvíle z národní hrdosti odmítala. V roce 1998 došlo k zpomalení jihokorejské ekonomiky, nezaměstnanost se zvýšila (z 3 % na téměř 7 %). Ekonomika se dostala do recese.  Kurz wonu v listopadu 1998 ztratil 70 % ze své hodnoty a dostal se na hodnotu 1401 za USD. Naštěstí však již dříve (v lednu 1998) bylo dosaženo klíčové dohody se zahraničními věřitelskými bankami. Za krátkodobou půjčku ve výši 22 miliard Korea přislíbila restrukturalizaci země. Postupně docházelo k návratu důvěry zahraničních investorů. A pomalu se zotavovala i ekonomika, pro kterou byly dopady krize kruté. HDP kleslo o 7 %.

## Indonésie
V roce 1997 nic nenasvědčovalo, že by Indonésii měla postihnout finanční krize. Země si po celá 90. léta udržovala vysokou míru hospodářského růstu, který vyvrcholil těsně před krizí. Rupie se ale v srpnu 1997 dostala pod nečekaný tlak. Současně došlo k uvolnění kurzu rupie, což mělo za následek další propad, který vedl k tomu, že MMF přispěchal na pomoc se záchranným balíčkem. Rupie se propadla za necelý půlrok o 80 %. Po vypuknutí krize se ekonomický růst obrátil v hluboký pokles. Hrubý domácí produkt v roce 1998 se zmenšil o 14 % oproti roku 1997. V roce 1998 se Indonésie pod dohledem MMF snažila prosadit reformní program s body, zpřísnit měnovou politiku, stabilizovat kurz rupie a snížit inflaci.
V Indonésii měla krize silný dopad i na politickou sféru. Jako výsledek celospolečenské nespokojenosti obyvatel musel po 31 letech abdikovat prezident Suharto.

## Mezinárodní měnový fond (MMF) a jeho role vrámci krize
Mezinárodní měnový fond hrál klíčovou roli v této asijské finanční krizi. MMF připravil pro státy, které byly zasaženy krizí, balíček reforem, jenž měly státy pro svou záchranu přijmout. Byly to hlavně ekonomické reformy. Hlavním mottem byla restriktivní měnová politika (ve většině zemí realizovaná v letech 1997–1998). Ta spočívala ve zvýšení úrokových měr a v následném zpomalení domácí poptávky. Po určité době přišly pozitivní výsledky, kurzy se stabilizovaly a měny začaly postupně znovu posilovat. Další původní reformou v balíčku byla i restriktivní fiskální politika. Ta však neuspěla, protože MMF neodhadl správně tendenci ekonomického růstu. Byl předpokládán jen mírný pokles, ale ve skutečnosti došlo k propadu v průměru o 10 %. Změny ve fiskální politice se nejvýrazněji projevily v Indonésii, Koreji, Singapuru a Thajsku. Kritici MMF vyčítali nesprávné odhady a ekonomické kalkuly, které mohly dopadům špatné restriktivní fiskální politiky zabránit. K odstranění základních příčin krize (a jejich případnému opakování) pak měly být prováděny hluboké strukturální reformy. Nejdůležitější problémy musely být zavedeny ve finančním sektoru, v podnikové sféře, také vyvstanula potřeba zavést odpovídající opatření na podporu konkurenčního prostředí a provést reformu v sociální oblasti. Účinky strukturálních změn jsou patrné až po uplynutí delšího časového horizontu. Největší pozornost v těchto reformách si zasloužila finanční sféra, z důvodu toho, že její nedostatky byly považovány za hlavní zdroj vzniku finanční a měnové krize. Body reformního programu byly – zlepšení systému kontrolního mechanismu a regulace bankovního systému a dalších finančních institucí. Následovala likvidace nebo sloučení nesolventní finanční instituce a restrukturalizace a rekapitalizace slabých, ale životaschopných finančních institucí. MMF se snažil ve velké míře asistovat postiženým zemím při realizaci reforem. Ve své snaze nebyla však na mezinárodním poli sama, dalšími institucemi byly finanční instituce jako např. Světová banka, Asijská rozvojová banka.